# Giovanni Battista Orsini (kardynał)
Giovanni Battista Orsini (ur. w 1450, zm. 22 lutego 1503) – włoski kardynał ze słynnego rzymskiego rodu arystokratycznego Orsini. Syn Lorenzo Orsiniego, seniora Monte Rotondo, został przeznaczony przez niego do stanu duchownego.

## Życiorys
W listopadzie 1483 papież Sykstus IV mianował go kardynałem diakonem Santa Maria in Domnica, godność tę sprawował do 1488 lub 1489. Uczestniczył w konklawe 1484. Legat w Marchii Ankońskiej 1484–1500. Od roku 1488 lub 1489 do 1493 kardynał diakon Santa Maria Nuova. W latach 1490–1498 administrator archidiecezji Tarent. Na konklawe 1492 aktywnie wspierał kandydaturę Rodrigo Borgia, za co ten – już jako papież Aleksander VI – odwdzięczył mu się nadaniem 31 sierpnia 1492 diecezji Cartagena (zrezygnował z niej 27 marca 1493). W 1493 uzyskał promocję do rangi kardynała-prezbitera Ss. Ioannis et Pauli i przyjął święcenia kapłańskie. Archiprezbiter bazyliki liberiańskiej od 1498. W początkowej fazie wojen włoskich był lojalny wobec Aleksandra VI, później jednak wbrew niemu sprzymierzył się z Francją (tak jak cały ród Orsini). Zaowocowało to konfliktem Orsiniego z papieżem i jego synem Cezarem. Na początku 1503 roku został aresztowany na rozkaz Aleksandra VI i osadzony w więzieniu w zamku św. Anioła. Tam po kilkunastu dniach zmarł, prawdopodobnie otruty na rozkaz papieża lub jego syna. Jego dobra uległy konfiskacie i zostały przekazane Cezarowi Borgii.